# Jean Roth
Jean Roth (Le Havre, 3 de marzo de 1924) fue un ciclista suizo especialista en la pista. Se especializó en las carreras de seis días donde obtuvo 16 victorias, 9 de las cuales con Walter Bucher. Participó en los Juegos Olímpicos de Londres 1948.

## Palmarés
- 1950

1º en los Seis días de Münster (con Gustav Kilian)
- 1952

1º en los Seis días de Münster (con Walter Bucher)
1º en los Seis días de Kiel (con Armin von Büren)
- 1953

1º en los Seis días de Münster (con Walter Bucher)
1º en los Seis días de Berlín (con Walter Bucher)
1º en los Seis días de Múnich (con Walter Bucher)
- 1954

1º en los Seis días de Frankfurt (con Walter Bucher)
- 1955

1º en los Seis días de Zúrich (con Walter Bucher)
- 1956

1º en los Seis días de Berlín (con Walter Bucher)
1º en los Seis días de Amberes (con Stan Ockers y Reginald Arnold)
1º en los Seis días de París (con Walter Bucher y Oskar Plattner)
1º en los Seis días de Aarhus (con Walter Bucher)
- 1957

1º en los Seis días de Münster (con Armin von Büren)
1º en los Seis días de Copenhague (con Fritz Pfenninger)
- 1958

1º en los Seis días de Münster (con Fritz Pfenninger)
1º en los Seis días de Zúrich (con Fritz Pfenninger)